# Pennatomys nivalis
Pennatomys nivalis is een uitgestorven knaagdier uit het geslacht Pennatomys dat voorkwam Sint Eustatius, Saint Kitts en Nevis in de Kleine Antillen.